# Lene Storløkken
Lene Storløkken (ur. 20 czerwca 1981 w Lørenskog), norweska futbolistka grająca na pozycji pomocnika, zawodniczka norweskiego klubu Team Strømmen FK i reprezentacji Norwegii, uczestniczka Mistrzostw Świata 2007 (IV miejsce), olimpiady 2008 w Pekinie oraz Mistrzostw Europy 2009.